# Robin Guthrie
Robin Andrew Guthrie (Grangemouth, 4 gennaio 1962) è un polistrumentista e produttore discografico scozzese conosciuto per essere stato il cofondatore (insieme a Will Heggie e Elizabeth Fraser) della band scozzese di rock alternativo dei Cocteau Twins, ideatori ed alfieri del dreampop. Durante la sua carriera ha suonato la chitarra, il basso, le tastiere, la batteria elettronica e altri strumenti musicali oltre a farsi valere anche come programmatore, campionatore e ingegnere acustico. Inoltre ha lavorato molto come produttore discografico e tecnico del suono.

## Biografia
In seguito allo scioglimento dei Cocteau Twins avvenuto nel 1998, l'artista fonda in collaborazione con il suo ex collega di band Simon Raymonde l'etichetta discografica Bella Union e comincia a registrare del materiale per il suo album di debutto da solista che uscirà con il titolo di Imperial nel 2003. Compone poi le musiche, in collaborazione con il pianista e compositore ambient Harold Budd, che andranno a comporre la colonna sonora del film di Gregg Araki, intitolato Mysterious Skin, pubblicata nel maggio del 2005.
Nel 2006, Guthrie firma un contratto discografico con la Darla Records, per la pubblicazione di quattro album, il primo dei quali ha per titolo Continental, seguito da due EP di quattro tracce ciascuno intitolati Everlasting e Waiting for Dawn.
Nel 2007 Robin continua la collaborazione con Harold Budd, che avrebbe poi annunciato il suo ritiro dalle scene, con la pubblicazione di due album, Before the Day Breaks e After the Night Falls, usciti simultaneamente nel 2007. Questi due lavori continuano in un certo senso il discorso iniziato nel 1986 con l'album The Moon and the Melodies, in cui c'erano anche gli altri ex membri dei Cocteau Twins.
In seguito il musicista comincia a collaborare con la vocalist Siobhan de Maré (cantante dei Mono) e forma una nuova band, i Violet Indiana. il loro primo lavoro fu pubblicato nel 2001, intitolato Roulette, seguito nel 2004 da Russian Doll.
Nel settembre 2009 esce un nuovo album, Carousel, pubblicato sotto etichetta Rocket Girl in Europa il 1°  del mese e sotto Darla Records il 15. Inoltre pubblica due EP, Angel Falls e Songs to Help My Children Sleep. Nel marzo 2010 ne pubblica ancora un altro intitolato Sunflower Stories.
Nel 2011 esce Emeralds e collabora nuovamente con Harold Budd negli album Bordeaux e Winter Garden (con la collaborazione di Eraldo Bernocchi).
Il 26 novembre esce il suo nuovo album sotto etichetta Soleil Après Minuit, intitolato Fortune.
Al momento Robin Guthrie sta collaborando con il bassista Steve Wheeler e il batterista Antti Mäkinen, con i quali ha formato una nuova band acustica che si chiama The Robin Guthrie Trio.
Vive e lavora in Francia con la moglie Florence, la loro figlia Violette e Lucy Belle, la figlia avuta nel 1989 con Elizabeth Fraser.

## Discografia

### Album studio
- Imperial (2003)
- Continental (2006)
- 3:19 - Bande originale du film (2008)
- Carousel (2009)
- Emeralds (2011)
- Fortune (2012)
- Pearldiving (2021)
- Springtime - EP (2022)
- Atlas - EP (2024)